# War (песня Sum 41)
War — первый выпущенный сингл группы Sum 41 c шестого студийного альбома 13 Voices, который вышел 7 октября 2016 года. Сингл был выпущен 25 августа 2016 года, в тот же день на официальном YouTube канале Hopeless Records вышел клип. Это первый сингл группы записанный и выпущенный после возвращения в группу гитариста Дэйва Бэйкша и ухода барабанщика Стива Джоза. Режиссёром клипа был Джай Брэвнер, ранее не работавший с Sum 41.

## История
Автор текста, Дерик Уибли не раз говорил, как важна для него эта песня.

Мне кажется, она буквально спасла мне жизнь. Я был на самой низкой точке того, что можно назвать бесконечной реабилитацией. Я был на крайней точке, где я мог просто сдаться и вернуться к моим прежним привычкам и злоупотреблению алкоголем, что в конце концов меня и убило бы, хотя на тот момент это казалось лучшим вариантом. Эти строки просто появились в моей голове, так что я схватил карандаш и бумагу вместо бутылки и начал писать. Когда я перечитывал это, я осознал, что это те слова, согласно которым мне нужно жить, если я хочу выжить. И каждый раз, когда я думал о том, чтобы сдаться, я перечитывал эти строки, чтобы напомнить себе, что мне нужно бороться сильнее и за что именно я борюсь.
Оригинальный текст (англ.)I feel this song literally saved my life. I was at my absolute lowest point of what seemed like a never ending recovery. I was at a tipping point where i could have easily just given up and went back to my old ways of alcohol abuse which would’ve ended up killing me, which at the time felt like a better option. When all of a sudden, in mid thought, these lyrics sort of appeared in my head and i grabbed a pencil and paper instead of a bottle and started writing. When i read it back to myself i realized i had written words that i would need to live up to if i wanted to survive. Whenever i had any thoughts of giving up i would read these lyrics myself to remind me that i need to keep fighting harder and what it was exactly i was fighting for.
— altpress.com

## Песня
Существует две версии песни War. Изначально она была записана без бэк-вокала и эта версия была отправлена лейблу Hopeless Records, она и будет на альбоме. Позже, перед началом Warped Tour, Дерик решил добавить в некоторых местах бэк-вокал и клип сняли уже с новой записью. Первый раз в живую песня была исполнена на концерте в «House Of Blues» в Орландо 2 октября 2016 года.

## Даты выхода сингла
| Страна         | Дата              | Формат           | Лэйбл                | Спр. |
| -------------- | ----------------- | ---------------- | -------------------- | ---- |
| В мире         | 24 августа, 2016  | Digital download | Hopeless             |      |
| Великобритания | 30 сентября, 2016 | Digital download | Hopeless Sony RED UK |      |

## Исполнители
- Дерик Уибли — вокал, ритм-гитара
- Дэйв Бэкш — соло-гитара, бэк-вокал
- Том Такер — ритм-гитара, фортепиано
- Джейсон Маккаслин — бас-гитара, бэк-вокал
- Фрэнк Зуммо — барабаны, перкуссия